# علاقه (هیجان)

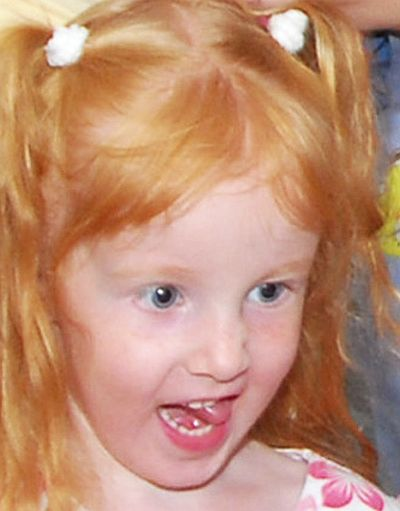
ابراز علاقه شدید (احساسات) در چهره که شامل افتادن فک‌ها، گیر کردن زبان به سمت بالا و بیرون و گشاد شدن مردمک‌ها می‌شود.

علاقه احساس یا هیجانی است که سبب می‌شود توجه روی یک شی، رویداد یا فرایند متمرکز شود. در روان‌شناسی مورد علاقه معاصر، از این اصطلاح به عنوان یک مفهوم کلی استفاده می‌شود که ممکن است دیگر اصطلاح‌های روان‌شناختی خاص‌تر، مانند کنجکاوی و تا حد بسیار کمی تعجب را دربر گیرد.
احساس علاقه، حالت چهره خاص خود را دارد که برجسته‌ترین جزء آن داشتن مردمک‌های گشادشده است.